# Dicranopteris cadetii
Dicranopteris cadetii là một loài dương xỉ trong họ Gleicheniaceae. Loài này được Tardieu mô tả khoa học đầu tiên năm 1982.